# Chilabothrus inornatus
Chilabothrus inornatus, también conocida como boa de Puerto Rico, culebrón puertorriqueño o boa puertorriqueña, es una boa endémica de la isla de Puerto Rico. Pertenece al género Chilabothrus de la subfamilia Boinae. Es una serpiente terrestre con una coloración marrón oscura. Crece hasta 1,9 m (6,2 pies) de longitud. Se alimenta de pequeños mamíferos como roedores y murciélagos, pájaros y lagartijas. Al igual que todas las boas, es vivíparo (con crías vivas) y mata a sus presas con constricción, exprimiendo a sus víctimas hasta la muerte.
El epíteto genérico epicrates se deriva de la palabra del griego clásico ἐπικρατής, que significa 'poderoso', y el epíteto específico inornatus proviene de la negación latina de ornatus, que significa 'adornado', por lo que la boa es 'sin adornos'.

## Taxonomía
Es extremadamente similar a la especie jamaicana Chilabothrus subflavus, que fue vista como la misma especie durante unos cincuenta años hasta que Leonhard Hess Stejneger la separó de esta especie en 1901. Aunque se conoce con el nombre de E. inornatus desde hace más de un siglo, se trasladó al género Epicrates (que fue creado en 1830 por Johann Georg Wagler) por el zoólogo belga George Albert Boulenger en 1893 al catalogar los especímenes en el Museo de Historia Natural de Londres, una serie de autores decidieron mudarse a Chilabothrus inornatus en 2013. 
Primero fue trasladado a Chilabothrus inornatus del género Boa en 1844 por los herpetólogos franceses André Marie Constant Duméril y Gabriel Bibron, o el experto italiano en serpientes Giorgio Jan, solo un año después de que el danés Johannes Theodor Reinhardt lo describiera en ese género en 1843. Reinhardt tenía tres serpientes de esta especie para estudiar para su descripción, estos eran sintipos y estaban almacenados en Copenhague. Fueron recogidos por cierto Dr. Ravn de Puerto Rico. A menudo todavía se conoce como Epicrates inornatus en muchas publicaciones.

## Información de evaluación
Chilabothrus inornatus se evalúa como preocupación menor debido a su gran distribución, la falta de amenazas generalizadas y la capacidad de habitar ambientes alterados. Las cifras de población han disminuido en el pasado, pero esta boa todavía es relativamente común en muchas áreas y ocurre en varias áreas protegidas.
Evaluaciones anteriores publicadas por UICN:
- 2010 - Preocupación menor (LC)
- 1996 - Menor riesgo / casi amenazado (LR / NT)
- 1994 - Insuficientemente conocido (K)
- 1986/1988/1990 - En peligro de extinción (E)

## Distribución geográfica y hábitat
Esta especie está ampliamente distribuida en Puerto Rico, se describe como común, y es especialmente abundante en áreas kársticas no perturbadas del noroeste de Puerto Rico. Esta especie tiene un rango de elevación de 0 a 480 m sobre el nivel del mar. 
Gran parte de la aparente rareza de la boa se relaciona indudablemente con las dificultades de los observadores para detectar visualmente la especie en los bosques. Aunque la especie es probablemente menos abundante de lo que era en la época precolombina, los informes recientes indican que todavía está muy extendida en Puerto Rico.
Esta especie se encuentra en una variedad de hábitats. Ocurre en bosques húmedos, bosques secos, paisajes kársticos, cuevas e incluso entornos alterados como plantaciones, jardines rurales y áreas urbanas.

## Amenazas y conservación
Esta especie, sin duda, ha sido amenazada en el pasado y ha disminuido en número. La pérdida de hábitat y la fragmentación son la principal amenaza para la especie. La construcción de carreteras destruye el hábitat y crea áreas donde las serpientes mueren al cruzar las carreteras. Es depredado por gatos y mangostas, y capturado para el comercio de mascotas. Las personas suelen matar a estos animales cuando los vean por miedo a ellas. 
Esta especie es capturada y vendida en el comercio de mascotas. En una escala muy pequeña, la grasa se extrae de esta especie porque su aceite se usa en la medicina tradicional.
Esta especie se encuentra en muchas áreas protegidas. Está legalmente protegido por la Ley de Especies en Peligro de Estados Unidos de 1973.